# 阿扎·贝斯贝斯
阿扎·贝斯贝斯（阿拉伯語：عزة بسباس，1990年11月28日—），突尼斯女子击剑运动员，2013年地中海运动会女子佩剑个人铜牌得主、2017年世界击剑锦标赛女子佩剑个人银牌得主、2018年地中海运动会女子佩剑个人金牌得主。姐姐萨拉同样是击剑运动员。